# Fluorescenza

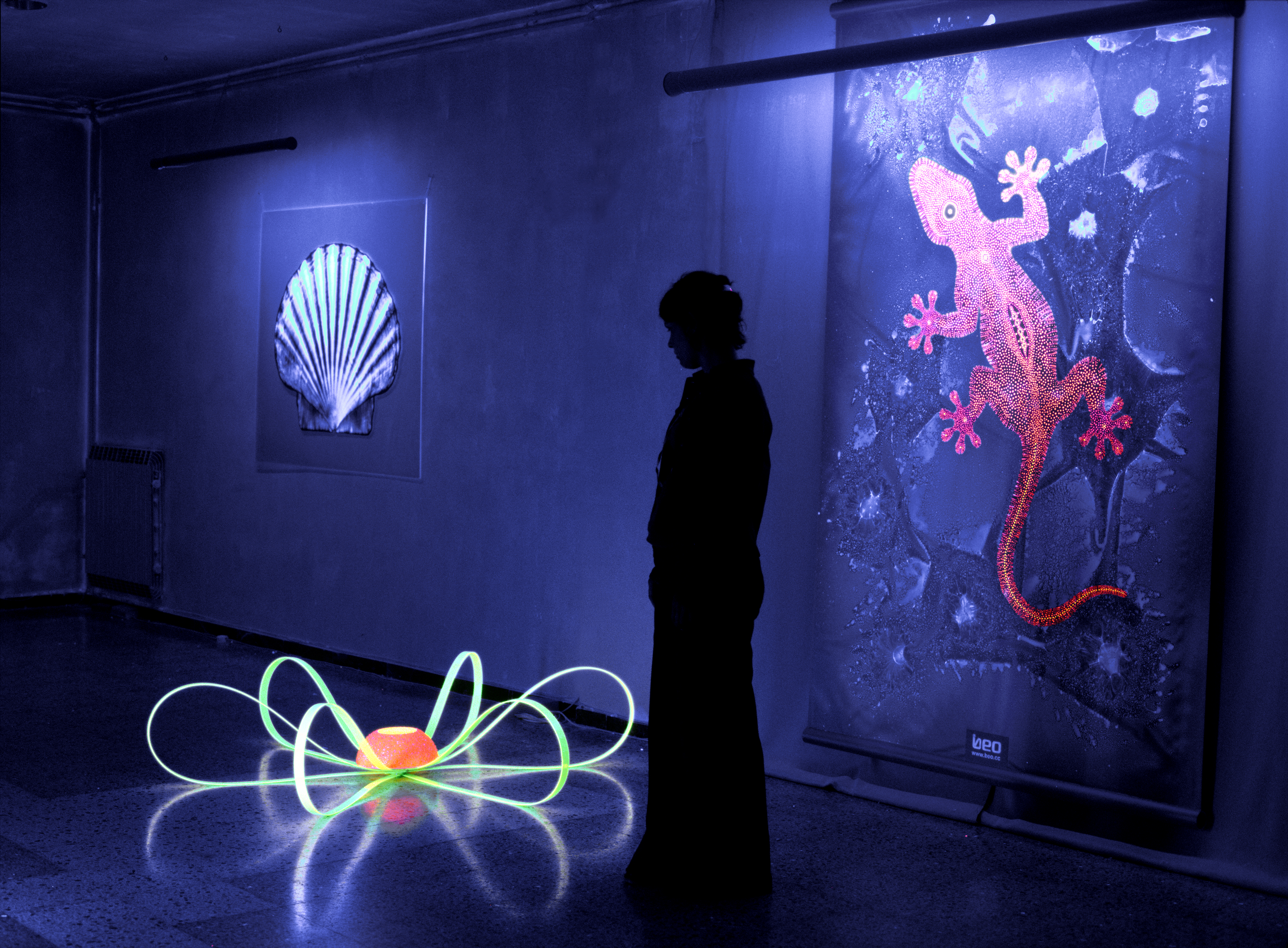
La fluorescenza diventa evidente con la luce di Wood, opere d'arte del pittore Beo Beyond

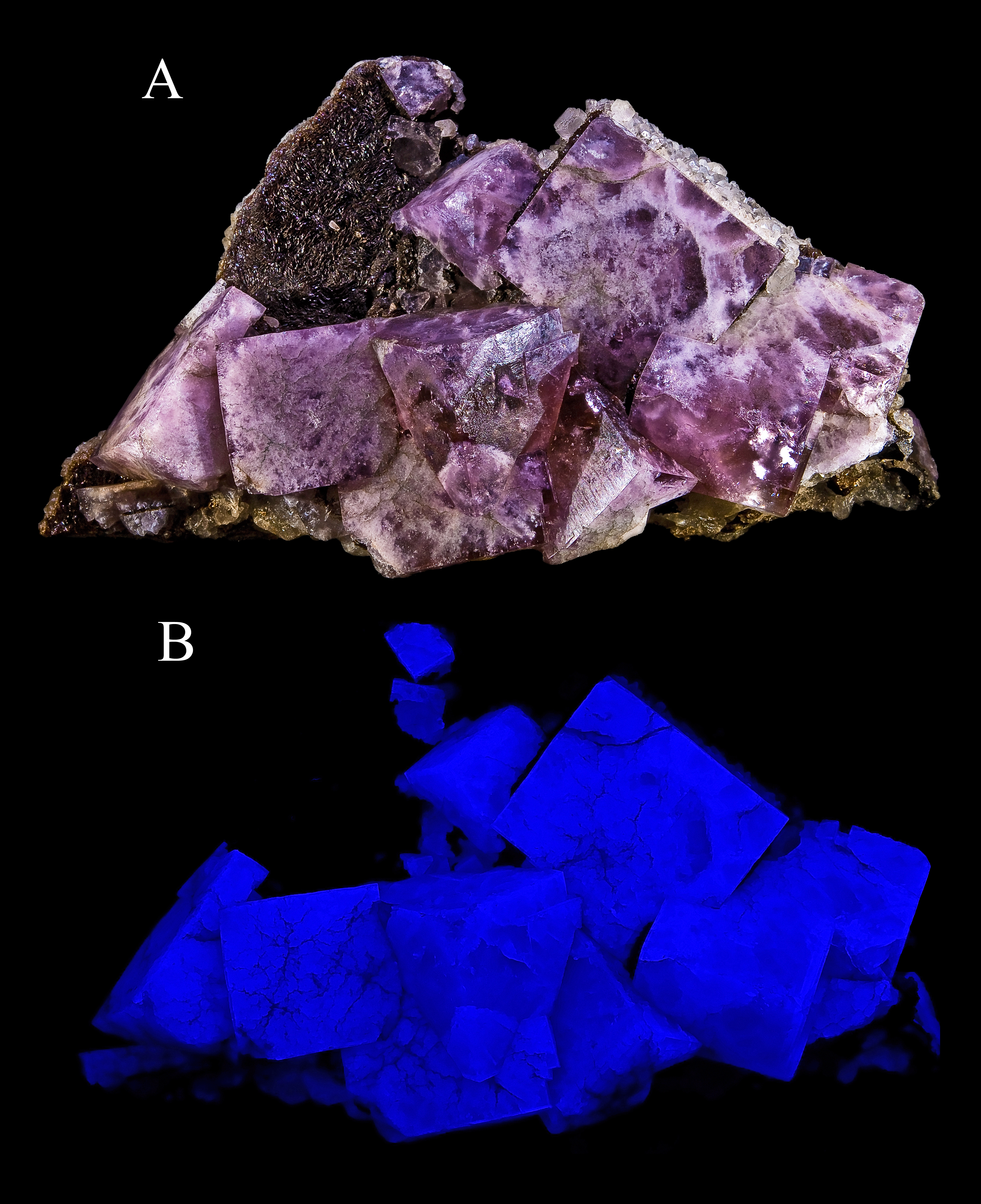
Fluorescenza della fluorite

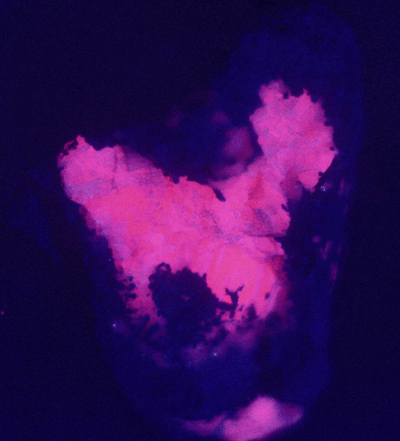
Fluorescenza della calcite rosa

La fluorescenza è la proprietà di alcune sostanze di riemettere (nella maggior parte dei casi a lunghezza d'onda maggiore e quindi a energia minore) le radiazioni elettromagnetiche ricevute, in particolare di assorbire radiazioni nell'ultravioletto ed emetterla nel visibile.
Un esempio di questo processo si ha in tutti i materiali che contengono pigmenti fluorescenti, come ad esempio nell'inchiostro degli evidenziatori e vernici fluorescenti, anche se non mancano applicazioni in ambito analitico quali il monitoraggio ambientale, la citometria a flusso, l'imaging cellulare, il dosaggio immunologico.
Le proprietà fluorescenti di un oggetto spesso diventano evidenti con l'utilizzo di una lampada di Wood, ma a seconda dei materiali può essere necessaria una lunghezza d'onda inferiore.

## Storia
La fluorescenza fu descritta in letteratura scientifica nel 1845 da John Herschel, figlio del noto astronomo William Herschel, il quale osservò un comportamento peculiare da parte di una soluzione incolore di solfato di chinino, che se esposta alla luce del sole sviluppava un colore superficiale blu, ma solo nel XX secolo si arrivò alla conoscenza della struttura atomica sufficiente per descrivere la natura del fenomeno, ed ai suoi primi usi in spettroscopia rappresentati dal lavoro di Aleksander Jabłoński.

## Il meccanismo
Una radiazione incidente (nell'esempio della lampada di Wood si tratta di raggi ultravioletti) eccita gli atomi della sostanza fluorescente, promuovendo un elettrone a un livello energetico (vedi orbitale) meno legato, più energetico e quindi più "esterno". Entro poche decine di nanosecondi, l'elettrone eccitato torna al livello precedente in due o più fasi, passando cioè per uno o più stati eccitati a energia intermedia. Tutti i decadimenti tranne uno sono, di solito, non radiativi, mentre l'ultimo emette luce a lunghezza d'onda maggiore rispetto alla radiazione incidente (non necessariamente nello spettro visibile): questa luce è detta "fluorescenza".
La fluorescenza è in competizione con tutti gli altri processi di decadimento:
- Smorzamento
- Rilassamento vibrazionale
- Conversione interna
- Fosforescenza
- Incrocio intersistema
- Emissione Auger

### Fattori che influenzano la fluorescenza
I fattori che determinano il meccanismo più probabile sono diversi: la fase del campione, la modalità con cui viene fornita energia alla molecola, la natura dello stato elettronico eccitato e delle PES, la pressione (se si tratta di una molecola in fase gassosa) e la presenza di altre specie chimiche che possono favorire o inibire il quenching o il trasferimento di energia intermolecolare.
Per esempio si verifica facilmente fluorescenza per gli atomi in fase gassosa a bassa pressione. Non essendoci livelli energetici rotazionali e vibrazionali in un sistema atomico, i meccanismi non radiativi sono altamente improbabili, soprattutto a bassa pressione. Inoltre il rilassamento chimico (reazioni di isomerizzazione, dissociazioni, e altro ancora) non è possibile. 
La fluorescenza è influenzata anche dalla struttura della molecola. Ad esempio le molecole rigide che presentano sistemi di doppi legami coniugati, si prestano molto bene alla fluorescenza: in particolare molecole dove vi sono strutture aromatiche, nelle quali per il fenomeno di risonanza i doppi legami risultano sparsi per tutta la struttura, se eccitate danno luogo a transizioni π→π* e quindi favoriscono la fluorescenza.

La temperatura è un altro elemento che influenza la fluorescenza, infatti dalla temperatura dipende lo stato vibrazionale della molecola: essa quindi può favorire la conversione interna.

Infine è importante citare il coefficiente di assorbimento molare, dal quale dipende il tempo di vita media dello stato eccitato. Maggiore è il coefficiente, minore è il tempo di vita media, maggiore sarà la probabilità di fluorescenza.

## Fluorescenza e fosforescenza
La fluorescenza è uno dei due processi radiativi, insieme alla fosforescenza, con cui si può verificare il rilassamento di una molecola eccitata.
La distinzione tra i due processi fu originariamente fatta in base al tempo di vita della radiazione: nella fluorescenza la luminescenza cessa quasi subito dopo aver eliminato la radiazione eccitante, mentre nella fosforescenza la radiazione continua ad essere emessa, almeno per un breve lasso di tempo, anche dopo aver eliminato la sorgente eccitante.
Ora invece si possono distinguere i due processi sulla base della natura degli stati elettronici coinvolti nelle transizioni responsabili dell'emissione di radiazione. Nella fluorescenza la radiazione è generata in virtù di transizioni tra stati con la stessa molteplicità di spin (per esempio S1 → S0), mentre nella fosforescenza la transizione coinvolta comporta variazione della molteplicità di spin: il caso più frequente sono transizioni tripletto-singoletto.

## Biofluorescenza
Quando la fluorescenza viene osservata in creature viventi, per effetto di proteine o altre sostanze organiche prodotte dagli organismi stessi, si parla di biofluorescenza. Si conoscono ormai centinaia di specie dotate di biofluorescenza, tra cui almeno 200 specie di pesci, molte altre tra i celenterati (meduse, coralli, anemoni di mare ecc.) e qualcuna anche tra i crostacei.
Generalmente, la biofluorescenza negli organismi marini sfrutta la debole luce blu che riesce a penetrare a grandi profondità. Tale luce viene poi riemessa per fluorescenza con altre colorazioni, p.es. verde o arancione.
La biofluorescenza non va confusa con la bioluminescenza, che è innescata da una reazione chimica e può avvenire anche in assenza completa di luce esterna. Un esempio classico di bioluminescenza sono le lucciole. Anche la bioluminescenza è largamente rappresentata nella fauna marina di acque profonde.
Inoltre, la biofluorescenza differisce dalla biofosforescenza (la differenza tra fluorescenza e fosforescenza in generale è spiegata sopra).